# Tiền hồ
Tiền hồ hay còn gọi qui nam (danh pháp khoa học: Angelica decursiva) là một loài thực vật có hoa trong họ Hoa tán. Loài này được (Miq.) Franch. & Sav. mô tả khoa học đầu tiên năm 1873.

## Hình ảnh

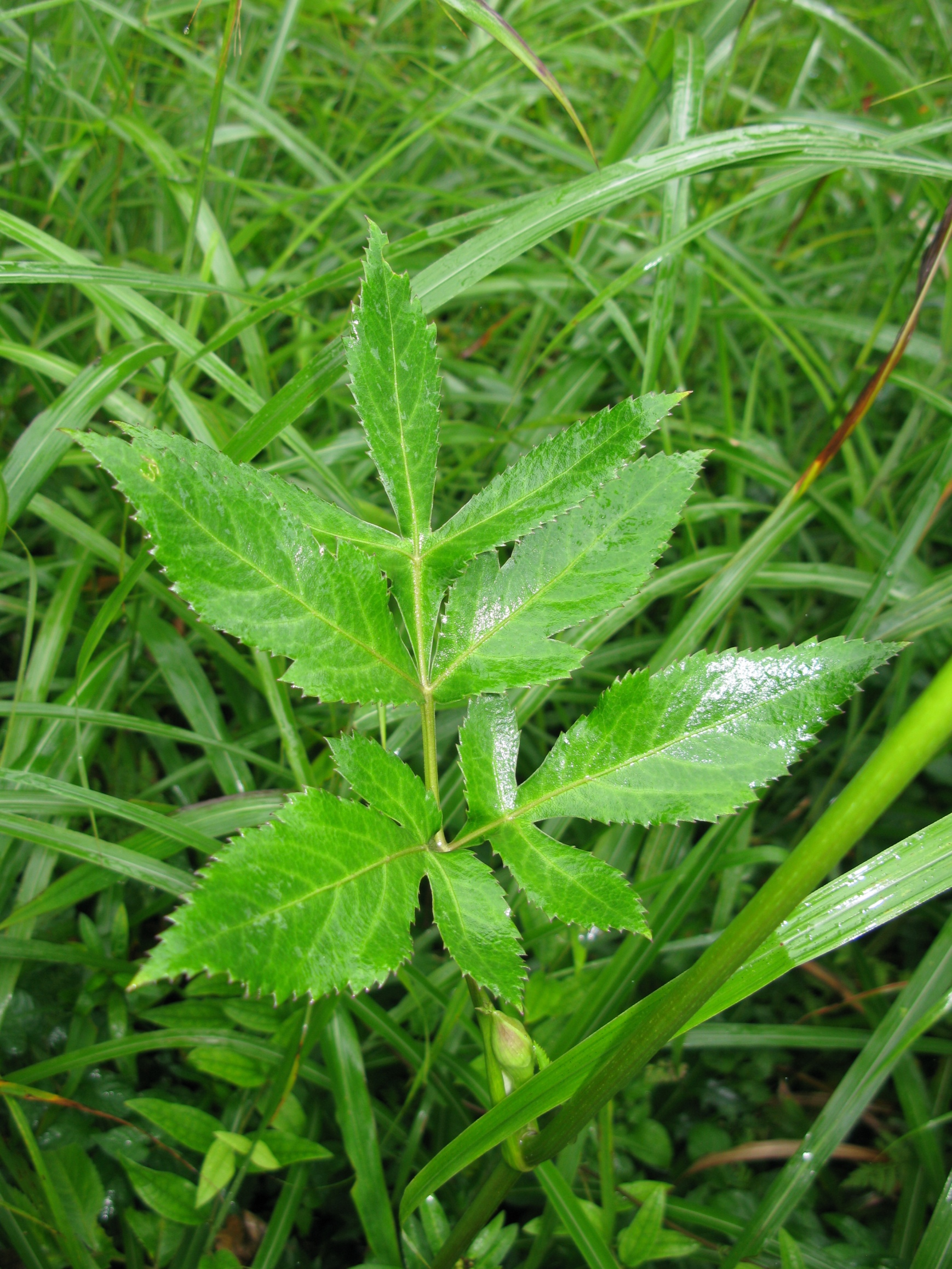
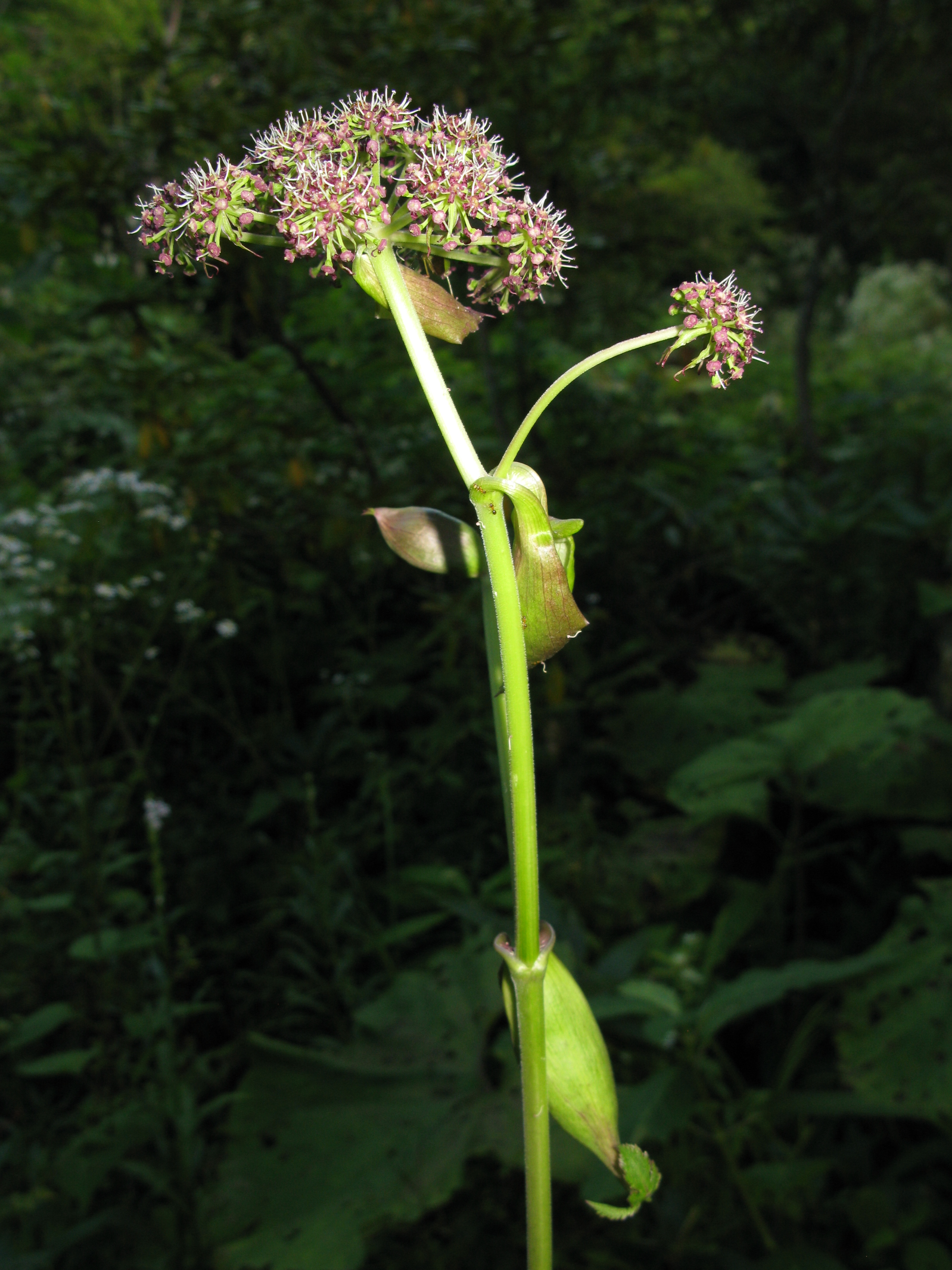
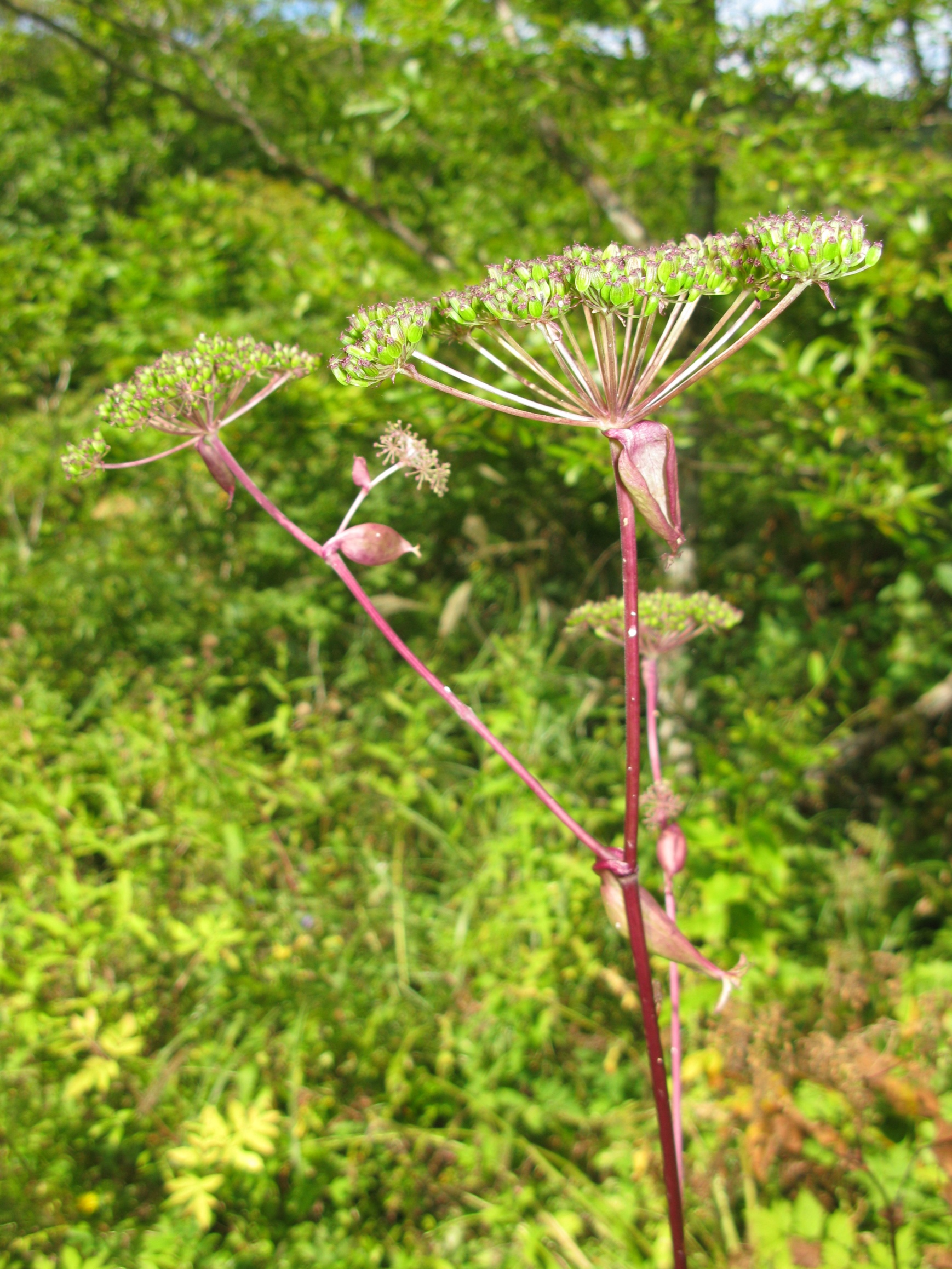